# 대창솔루션
대창솔루션(Daechang Solution Co., Ltd.)은 대한민국의 주강 제품 기업이다. 본사는 부산광역시 강서구 화전산단1로 155(화전동)에 위치해 있으며 대표이사는 김대성이다. 2023년 최대주주 일가가 대표이사에 지분을 매각하였다
선박용 엔진에 탑재되는 구조물(MBS) 제조를 전문으로 선박용 내연기관 구조재와 선박용 주강품, 생활안전 구조재, 자원채굴설비품, 에너지 변환장치품 등을 생산하고 있다.

## 공장
부산에 화전공장, 울산에 울주공장을 가지고 있다.

## 계열사
액화수소 탱크 전문기업 크리오스

## 참고 문헌
1. ↑  김대성 ㈜대창솔루션 대표…“올해 해상풍력 부품 개발 완수”, 2024년 2월 29일
2. ↑  김세형, 대창솔루션, 최대주주 일가가 대표이사에 지분 매각, 스마트투데이, 2023.12.04
3. ↑  한제윤, KB증권 리포트-대창솔루션, 2023년 6월 7일
4. ↑  한국IR협의회 기업리서치센터 기술분석보고서-대창솔루션, 2019. 1. 24[깨진 링크(과거 내용 찾기)]
5. ↑  대창솔루션 "크리오스, '900억 밸류' 펀딩 성공", 뉴스핌,	2024년 3월 5일